# Wola Wilknicka
Wola Wilknicka (deutsch Rosenwalde) ist ein Dorf in der polnischen Woiwodschaft Ermland-Masuren. Es gehört zur Landgemeinde Lelkowo (Lichtenfeld) im Powiat Braniewski (Kreis Braunsberg).

## Geographische Lage
Wola Wilknicka liegt im Nordwesten der Woiwodschaft Ermland-Masuren, 24 Kilometer südöstlich der Kreisstadt Braniewo (Braunsberg).

## Geschichte
Das kleine Dorf Rosenwald schrieb sich erst nach 1820 als Rosenwalde. Es bestand aus verstreut liegenden großen und kleinen Höfen. Von 1874 bis 1945 war es eingegliedert in den Amtsbezirk Peterswalde (polnisch Piotrowiec) im ostpreußischen Kreis Braunsberg, Regierungsbezirk Königsberg.
126 Einwohner waren im Jahre 1910 in Rosenwalde registriert. Ihre Zahl sank bis 1933 auf 87 und belief sich 1939 auf 117.
Nach der Abtretung des gesamten südlichen Ostpreußen 1945 in Kriegsfolge an Polen erhielt Rosenwalde die polnische Namensform „Wola Wilknicka“. Das Dorf ist heute eine Ortschaft innerhalb der Gmina Lelkowo (Landgemeinde Lichtenfeld) im Powiat Braniewski (Kreis Braunsberg), von 1975 bis 1998 der Woiwodschaft Elbląg, seither der Woiwodschaft Ermland-Masuren zugehörig.

## Religion
Wola Wilknicka ist heute wie Rosenwalde vor 1945 in die römisch-katholische Kirche Piotrowiec (Peterswalde), jetzt im Dekanat Orneta (Wormditt) im Erzbistum Ermland eingepfarrt.
Bis 1945 war in die evangelische Pfarrkirche Mehlsack (Pieniężno) in der Kirchenprovinz Ostpreußen der Kirche der Altpreußischen Union eingegliedert. Heute gehört Wola Wilknicka zur Diözese Masuren der Evangelisch-Augsburgischen Kirche in Polen.

## Verkehr
Wola Wilnicka liegt an einer Nebenstraße, die bei Łajsy (Layß) von der polnischen Woiwodschaftsstraße 510, der ehemaligen deutschen Reichsstraße 126, abzweigt und über Perwilty (Perwilten) nach Wołowo (Wohlau) führt. Eine Bahnanbindung besteht nicht.